# 石橋省三
石橋 省三（いしばし しょうぞう、1937年1月4日 - ）は、元NHKアナウンサー。現在は相撲評論家。

## 経歴・人物
- 東京都墨田区両国に生まれ育ち、幼い頃からの相撲ファンである。1961年、学習院大学政経学部経済学科卒業後、NHK入局。熊本局・東京アナウンス室・福岡局・大阪局など各地で勤務しながら、大相撲実況の名アナウンサーとしてお茶の間の人気を集めた。また高校野球やラグビーなど大相撲以外のスポーツ中継や、総合テレビの「国宝の旅」のナレーション・定時ニュース等幅広く担当。1984年ロサンゼルスオリンピック・1992年バルセロナオリンピックでは取材団に加わり各種競技を実況。NHK放送研修センター・日本語センター講師を務め、後進の指導にも当たった。
- 1997年に定年退職。直ちに東京アナウンス室嘱託となり引き続き勤務。大相撲中継のほか『大相撲・幕内の全取組』などNHKの相撲関連番組で案内役を務めているほか、視覚・聴覚障害者向けの大相撲実況技術開発にも取り組み、大相撲中継期間中はリアルタイム字幕放送の字幕キャスターや国技館内FM放送のパーソナリティーを担当している。また長年の実況・取材経験を生かし、相撲評論家としても活動するなど、現在も相撲に深くかかわっている。
- 2011年5月にインターネットで配信された技量審査場所の実況を担当した。
- 元内閣総理大臣の石橋湛山の旧名も石橋省三と同字であるが、こちらは「せいぞう」と読む。

## 著名な実況
- 麒麟児対富士櫻　天覧相撲で激しい突っ張り合いを演じた1975年大相撲夏場所8日目の実況
- 山下泰裕「涙の金メダル」　1984年ロサンゼルスオリンピック柔道男子無差別級の全試合・表彰式を実況
- 蔵前国技館最後の本場所　1984年大相撲秋場所千秋楽の実況
- 現在の両国国技館（両国新国技館）こけら落とし　1985年大相撲初場所初日の実況
- 貴花田対千代の富士 世紀の大一番　1991年大相撲夏場所初日の実況
- 第2回ラグビーワールドカップ（1991年）  日本- ジンバブエ戦の実況　ラグビーワールドカップに於ける日本初勝利の試合
- 古賀稔彦 金メダル　1992年バルセロナオリンピック柔道男子71kg級の実況

## 「君が代」発言
- 石橋は1999年大相撲秋場所千秋楽、幕内最高優勝力士の表彰式内で行われる恒例の「優勝力士インタビュー」を担当。その日優勝した横綱武蔵丸に対し、インタビューの最後に「武蔵丸関、これからは『君が代』を歌うようにお願いしたいですね」と求め、武蔵丸が「今一生懸命やっています」と答えるという一幕があった。会場からは拍手が起こり、インタビューは問題なく終了した。ちょうど同年8月に「国旗及び国歌に関する法律」が公布・施行され、「日の丸」・「君が代」をめぐる議論が続いていたという時期であったため、各メディアが石橋の発言を取り上げた。以前から武蔵丸は「難しい」ことを理由に「君が代」を斉唱しないことが多く、この年の5月の横綱昇進時に時津風理事長から注意を受けていた。石橋の発言もこれを受けてのものであったため、日本相撲協会は「国歌斉唱が求められて当然」として問題にしなかった。また石橋は取材を通じ、武蔵川親方や武蔵丸・武双山ら武蔵川部屋の力士衆と個人的に親しかったという事情もあった。NHKや石橋も「君が代」反対派などが要求した謝罪には応じなかった。
- この一件を契機として、小錦・曙優勝の折に起こった外国出身力士の幕内最高優勝時における国歌斉唱に関する議論が再燃し、「アメリカ国歌「星条旗」を流すべきだ」「ハワイ勢には英語でもインタビューすべきだ」等の意見も出たが、武蔵丸本人が「君が代」を斉唱する姿勢を見せたため議論は低調となった。武蔵丸引退後、モンゴル出身の朝青龍と白鵬が横綱となったが、朝青龍は帰化しない一方で（白鵬は現在は帰化をして、宮城野親方となっている）「優勝時の『君が代』斉唱は当然」として両者とも優勝時には実際に斉唱しているため、こうした議論はなくなった。

## 著書
- 『武蔵川部屋物語』（秀明出版会　1997年9月　ISBN 4915855090）

## CM
- 公共広告機構（現：ACジャパン）「はっけよいエコライフ」（2006年 - 2007年）

エコライフの作法を相撲の決まり手風に表現。NHKでも「NHK環境キャンペーン」の一環として放映。ナレーションを担当。出演は琴欧洲（大相撲力士（大関）・佐渡ヶ嶽部屋所属）。

## ゲーム
- 日本相撲協会公認 日本大相撲（コナミ） - 実況